# Arguin-Sandbank
Die Arguin-Sandbank ist ein der westafrikanischen Küste vorgelagertes Gebiet an Sandbänken und seichten Riffen. Es ist in etwa deckungsgleich mit der Meeresbucht Golfe d'Arguin und reicht von der Küste des heutigen Mauretaniens aus mehr als dreißig Seemeilen in den Atlantik. Es herrscht hier ständig auflandiger Wind, da die Sahara bis an die Meeresküste reicht und die Hitze des Festlands die kühleren Luftmassen über dem Meer beständig ansaugt.

## Geschichte
Die Arguin-Sandbank galt als eine der gefährlichsten Stellen an der westafrikanischen Küste. Schiffe halten in der Regel weiten Abstand von diesem gefährlichen Küstenabschnitt. Noch im 19. Jahrhundert segelte man einen erheblichen Umweg, um nicht in die Nähe dieses Küstenabschnitts zu gelangen. Als sicher galt eine Route, die von Kap Finisterre an der nordwestlichen Küste Spaniens zunächst in westliche Richtung führte. Erst weit im Atlantik nahm man Kurs in südliche Richtung und passierte Madeira und die Kanaren an deren westlicher Küste. Erst wenn man eine Position querab von Saint-Louis erreichte, segelte man wieder in Richtung Osten und vermied auf diese Weise die Nähe zu dieser Sandbank. Wesentliche Landmarke zur Identifizierung dieser Sandbank ist Cap Blanc.
Mehrmals kam es an diesem Küstenabschnitt zu schweren Schiffsunglücken. Zwischen 1791 und 1816 liefen hier mindestens 30 Schiffe auf Grund. 1815 verunglückte die amerikanische Brigg Commerce. Die Seeleute, die sich an Land retten konnten, wurden von einem der Stämme gefangen genommen, die an diesem Küstenabschnitt siedelten. 1816 führte eine Fehlinterpretation des Cap Blanc dazu, dass die französische Fregatte Méduse auf den Sandbänken von Arguin auflief. Da nicht genügend Rettungsboote zur Verfügung standen, retteten sich 157 der 400 Personen an Bord der Méduse auf ein notdürftig zusammengezimmertes Floß. Das Floß war nicht ausreichend mit Lebensmitteln und Wasser ausgestattet und trieb für mehrere Tage steuerlos im Atlantik. Auf dem Floß kam es zu Kannibalismus und brutalen Auseinandersetzungen. Gerettet wurden nur 15 Personen. Das Schiffsunglück zählt zu einem der bekanntesten des 19. Jahrhunderts und wurde unter dem Titel Das Floß der Medusa in verschiedenen Kunstformen dargestellt.

## Umgebung
Im Gebiet der Sandbank findet sich die gleichnamige Insel Arguin, die trotz der Gefährlichkeit des Gebietes eine bewegte Geschichte als Stützpunkt etlicher europäischer Mächte hat. Eine weitere Insel der Arguin-Sandbank ist Nair.
Teile der Arguin-Sandbank stehen als Nationalpark Banc d’Arguin unter Schutz.